# Comedia policial
La comedia policial o comedia policíaca es un género cinematográfico que combina la comedia y el film policial. Este tipo de películas se caracteriza por tener una trama en donde se recurre a intrigas criminales, junto al humor que se encuentra omnipresente (por lo general todo a lo largo de la obra). Numerosas películas de este género ponen en escena investigadores estúpidos y/o torpes y/o distraídos y/o desafortunados. Algunas comedias policiales se presentan como parodias de filmes policiales.

## Investigadores antihéroes
Existen dos principales tipos de investigadores en estos filmes: (1) los investigadores que son idiotas y cómicos en forma más o menos involuntaria y/o accidental; (2) los investigadores que saben manejan el humor, con encanto y alta libido.

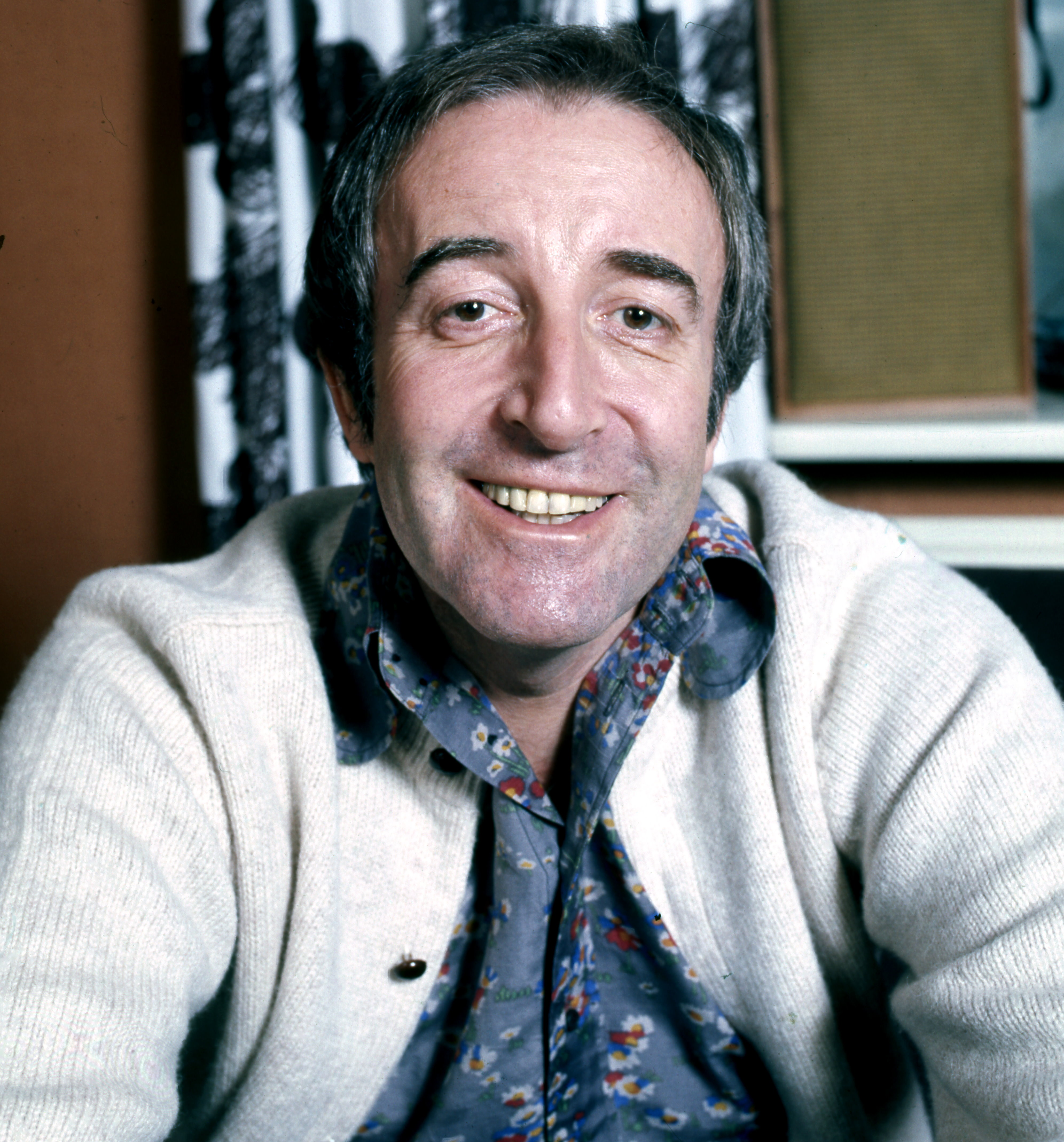
Foto del actor Peter Sellers, que en varias películas interpretó al Inspector Clouseau.

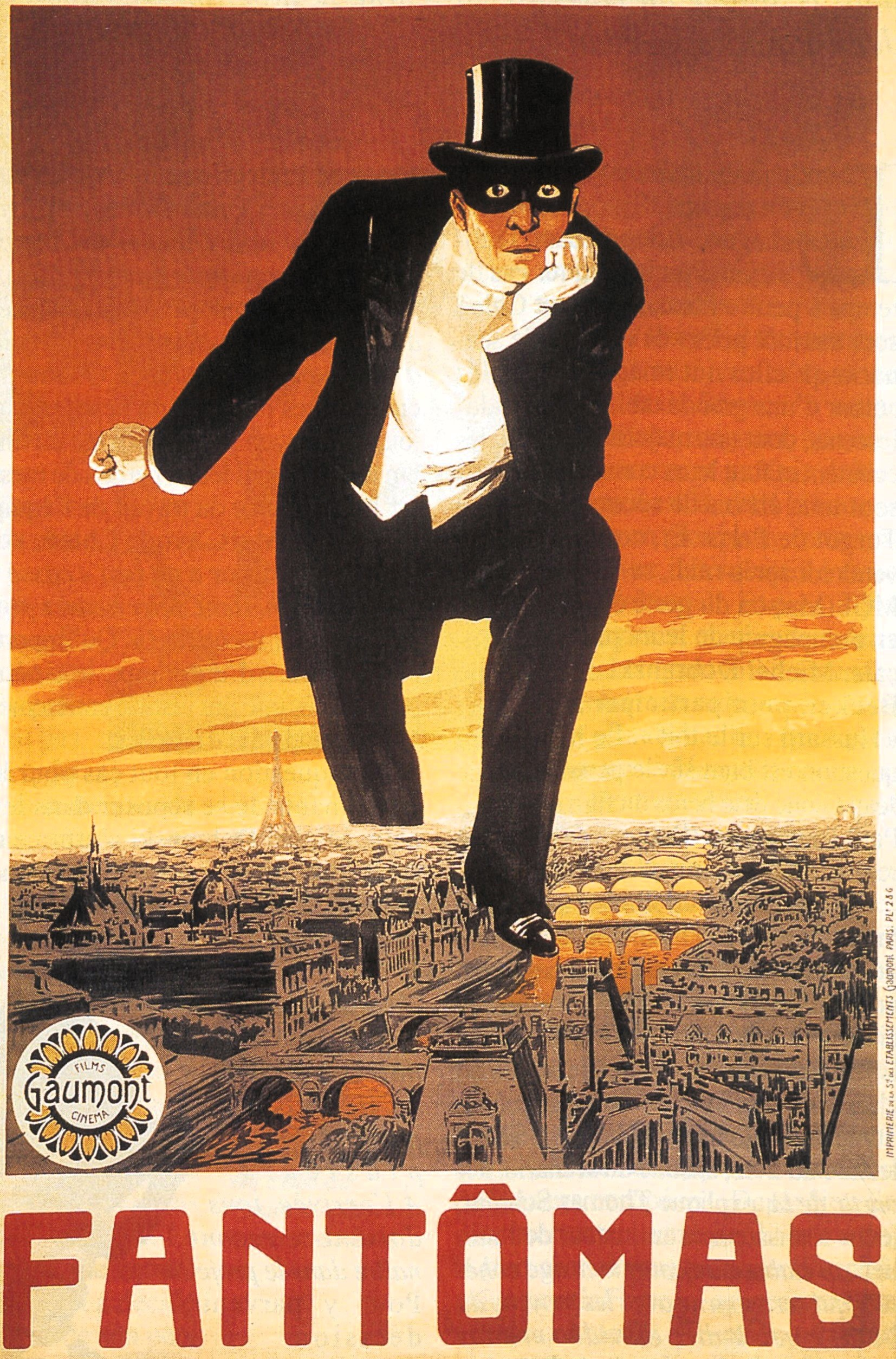
Póster de la primera película sobre el personaje, Fantômas (1913), de Louis Feuillade.

Los investigadores idiotas y despistados son aquellos que no son muy astutos y que se equivocan con frecuencia, aunque por lo general tienen suerte durante el proceso, lo que les permite resolver los misterios que tienen a su cargo casi sin merecerlo. Son ejemplo de este tipo de investigadores los que se indican a continuación.
- El inspector Clouseau encarnado por Peter Sellers en la serie La pantera rosa
- El comisario Juve encarnado por Louis de Funès en la serie Fantômas
- Frank Drebin, policía en la brigada policíaca especial de Los Ángeles, encarnada por Leslie Nielsen en la serie Y a-t-il un flic... filmadas por ZAZ

Los investigadores encantadores y seductores
- Axel Foley, flic casse-cou à Beverly Hills, dans la série Superdetective en Hollywood, incarné par Eddy Murphy.
- Nicky Larson (City Hunter), tueur à gages, détective privé et garde du corps (souvent d'une beauté fatale).

### Criminales
En las comedias policiales, los criminales con frecuencia no logran matar a sus víctimas, pues todas sus tentativas son vanas. Por el contrario, también hay casos en los que los criminales matan de manera excesiva, como por ejemplo Beverly Sutphin en Serial Mom. Allí, Beverly es una madre de familia, que quiere y cuida a su gente, pero que no le gusta ser contrariada.

### Temática del cadáver molesto
- 1944:  Arsénico por compasión (Arsenic and Old Lace), de Frank Capra.
- 1971: Jo, de Jean Girault
- 2001: Mortel transfert, de Jean-Jacques Beineix.
- 1997: 8 têtes dans un sac (8 Heads in a Duffel Bag), de Tom Schulman.

### Parodias de filmes de este género
- Whodunit ("¿Quién lo ha hecho?")
  - 1976: Un cadáver a los postres (Murder by Death), de Robert Moore.
  - 1985: Cluedo o El juego de la sospecha (Clue), de Jonathan Lynn.
- Novela negra
  - 1982: Les Cadavres ne portent pas de costard (Dead Men Don't Wear Plaid), de Carl Reiner.
  - 1988: ¿Quién engañó a Roger Rabbit? (Who Framed Roger Rabbit), de Robert Zemeckis.
- Thriller
  - 1977: Le Grand Frisson (High Anxiety), de Mel Brooks.
  - 1987: Balance maman hors du train (Throw Momma from the Train), de Danny DeVito
- Filmes de espionaje
  - 1972: Le Grand Blond avec une chaussure noire, de Yves Robert.
  - 2006: OSS 117 : Le Caire, nid d'espions, de Michel Hazanavicius.
- Filmes de acción
  - 1993: Alarme fatale (Loaded Weapon 1), de Gene Quintano.

## Falsos policías
- Let's Be Cops ('Vamos de polis' o 'Agentes del desorden') : Dos amigos se disfrazan de policías y con cierta sorpresa observan que tienen gran suceso entre las mujeres. Uno de ellos quiere sacar algunas ventajas de esa confusión, e invita a su amigo a continuar con la farsa. Pero inesperadamente, ambos se involucran en otra cosa, y logran atrapar y arrestar a un criminal peligroso.

## Filmografía selectiva
Películas estadounidenses
- 1934: L'Introuvable (The Thin Man) de W. S. Van Dyke.
- 1936: Nick, gentleman détective (After the thin Man) de W. S. Van Dyke.
- 1938: Miss Manton est folle (The Mad Miss Manton) de Leigh Jason.
- 1939: Nick joue et gagne (Another Thin Man) de W. S. Van Dyke
- 1941: Rendez-vous avec la mort (Shadow of the Thin Man) de W. S. Van Dyke.
- 1944: Arsenic et vieilles dentelles (Arsenic and Old Lace), de Frank Capra.
- 1944: L'introuvable rentre chez lui (The Thin Man Goes Home) de Richard Thorpe.
- 1947: Meurtre en musique (Song of the Thin Man) de Edward Buzzell.
- 1955: Tueurs de dames (The Ladykillers), d'Alexander Mackendrick.
- 1961: Le Train de 16 h 50 (Murder she said), de George Pollock.
- 1963: Meurtre au galop (Murder at the gallop), de George Pollock.
- 1963-1993: La Panthère rose (The Pink Panther) et ses huit suites, tous de Blake Edwards sauf L'Infaillible Inspecteur Clouseau (1968), de Bud Yorkin.
- 1964: Passage à tabac (Murder ahoy), de George Pollock.
- 1964: Lady détective entre en scène (Murder most foul), de George Pollock.
- 1965: Comment tuer votre femme (How to Murder your Wife), de Richard Quine avec Jack Lemmon, Virna Lisi.
- 1976: Un cadavre au dessert (Murder by Death), de Robert Moore.
- 1976: Complot de famille (Family Plot), de Alfred Hitchcock.
- 1977: Le Grand Frisson (High Anxiety en anglais), de Mel Brooks.
- 1982: Les Cadavres ne portent pas de costard (Dead Men Don't Wear Plaid), de Carl Reiner.
- 1982: Partners, de James Burrows.
- 1984: Le Flic de Beverly Hills (Beverly Hills Cop'), de Martin Brest.
- 1984: Police Academy (Police Academy), de Hugh Wilson.
- 1986: Y a-t-il quelqu'un pour tuer ma femme ? (Ruthless People), de Jerry Zucker, Jim Abrahams et David Zucker.
- 1987: Balance maman hors du train (Throw Momma from the Train), de Danny DeVito
- 1987: L'Arme fatale (Lethal Weapon), de Richard Donner, et surtout ses suites (L'Arme fatale 2, 3 et 4), du même réalisateur, qui fonctionnent davantage sur l'humour que le premier volet.
- 1987: Le Flic de Beverly Hills 2 (Beverly Hills Cop 2), de Tony Scott.
- 1988: Qui veut la peau de Roger Rabbit ? (Who Framed Roger Rabbit), de Robert Zemeckis.
- 1988: Y a-t-il un flic pour sauver la reine ? (The Naked Gun: From the Files of Police Squad!), de David Zucker
- 1989: Tango et Cash (Tango and Cash), de Andrei Konchalovsky et Albert Magnoli
- 1991: Y a-t-il un flic pour sauver le président ? (The Naked Gun 2½: The Smell of Fear), de David Zucker
- 1992: La mort vous va si bien (Death becomes her), de Robert Zemeckis.
- 1992: Arrête, ou ma mère va tirer (Stop ! Or My Mom will Shoot), de Roger Spottiswoode.
- 1992: Banco pour un crime (Once upon a crime...), de Eugene Levy.
- 1993: Alarme fatale (Loaded Weapon 1), de Gene Quintano.
- 1993: Meurtre mystérieux à Manhattan (Manhattan Murder Mystery), de Woody Allen.
- 1994: Y a-t-il un flic pour sauver Hollywood ? (Naked Gun 33 1/3: The Final Insult), de Peter Segal
- 1994: Coups de feu sur Broadway (Bullets Over Broadway), de Woody Allen.
- 1994: Le Flic de Beverly Hills 3 (Beverly Hills Cop 3), de John Landis
- 1994: Serial Mother (Serial Mom), de John Waters.
- 1995: Bad Boys de Michael Bay
- 1996: Fargo, de los hermanos Coen
- 1997: 8 têtes dans un sac (8 Heads in a Duffel Bag), de Tom Schulman.
- 1997: L'Homme qui en savait trop... peu (The Man Who Knew too Little), de Jon Amiel.
- 1998: Inspecteur Gadget (Inspector Gadget), de David Kellogg.
- 1998: Rush Hour, de Brett Ratner.
- 2000: Qui a tué Mona ? (Drowning Mona), de Nick Gomez.
- 2000: Escroc mais pas trop (Small Time Crooks), de Woody Allen.
- 2001: Le Sortilège du scorpion de jade (The Curse of the Jade Scorpion), de Woody Allen.
- 2001: Rush Hour 2, de Brett Ratner.
- 2003: Les Associés (Matchstick Men), de Ridley Scott.
- 2003: Bad Boys 2 (Bad Boys II) de Michael Bay
- 2004: The Ladykillers, de los hermanos Coen
- 2005: Le Boss (The Man), de Les Mayfield.
- 2006: Scoop, de Woody Allen.
- 2014: 22 Jump Street de Phil Lord et Chris Miller

Películas británicas
- 1954: Father Brown de Robert Hamer (en francés: Détective du bon Dieu).
- 1985: Cluedo de Jonathan Lynn (en inglés: Clue).

Películas francesas
- 1951: La Poison de Sacha Guitry.
- 1957: Assassins et Voleurs de Sacha Guitry.
- 1963: Carambolages de Marcel Bluwal.
- 1963: Les Tontons flingueurs de Georges Lautner.
- 1963: L'assassin connaît la musique... de Pierre Chenal.
- 1964: Fantômas de André Hunebelle.
- 1966: Du mou dans la gâchette de Louis Grospierre.
- 1969: Elle boit pas, elle fume pas, elle drague pas, mais... elle cause ! de Michel Audiard.
- 1971: Jo de Jean Girault
- 1972: Le Grand Blond avec une chaussure noire de Yves Robert.
- 1974: Comment réussir quand on est con et pleurnichard de Michel Audiard.
- 1976: Les vécés étaient fermés de l'intérieur de Patrice Leconte.
- 1985: Le téléphone sonne toujours deux fois !! de Jean-Pierre Vergne
- 1984: Les Ripoux de Claude Zidi
- 1993: La Cité de la peur de Alain Berbérian.
- 1993: Cible émouvante de Pierre Salvadori.
- 1996: Tout doit disparaître de Philippe Muyl.
- 1996: Passage à l'acte de Francis Girod.
- 1998: Serial Lover de James Huth.
- 2001: Mortel Transfert de Jean-Jacques Beineix.
- 2002: Ocho Mujeres de François Ozon (en francés: Huit Femmes).
- 2002: Un crime au paradis de Jean Becker.
- 2003: Mais qui a tué Pamela Rose ? de Éric Lartigau.
- 2004: L'Enquête corse de Alain Berbérian.
- 2005: Le Couperet de Costa-Gavras.
- 2005: Mon petit doigt m'a dit (película) de Pascal Thomas.

Películas españolas
- 2000: La comunidad de Álex de la Iglesia.
- 2004: Crimen Ferpecto de Álex de la Iglesia.
- 2004: Incautos de Miguel Bardem.